# Resolutie 1864 Veiligheidsraad Verenigde Naties
Resolutie 1864 van de Veiligheidsraad van de Verenigde Naties werd op 23 januari 2009 unaniem door de VN-Veiligheidsraad aangenomen en verlengde de VN-vredesmacht in Nepal met een half jaar.

## Achtergrond
Toen de Communistische Partij van Nepal, of de maoïsten, in 1996 uitgesloten werd, nam ze de wapens op tegen de autoritaire monarchie die Nepal toen was, met als doel de stichting van een volksrepubliek. Dit conflict duurde tot 2006 en kostte zo'n 13.000 levens. In november 2006 werd een vredesakkoord gesloten en op vraag van Nepal werd in januari 2007 de VN-Missie in Nepal opgericht om op de uitvoering ervan toe te zien. Eind 2007 besloot het Nepalese parlement de monarchie af te schaffen en werd het land een republiek.

## Inhoud
Eind 2006 hadden de regering en de maoïstische opstandelingen in Nepal een vredesakkoord ondertekend. Op vraag van dat land zelf zou de Verenigde Naties het vredesproces en de uitvoering van het akkoord blijven ondersteunen.
Op 10 april 2008 waren met succes de verkiezingen voor de grondwetgevende vergadering gehouden en sedertdien werd gewerkt aan de vorming van een democratische regering. Er was ook een speciaal comité opgericht om toe te zien op de integratie van de maoïstische militairen.
De Veiligheidsraad besliste het mandaat van de UNMIN-vredesmissie zoals gevraagd te verlengen. De Raad was het ook eens met secretaris-generaal Ban Ki-moon dat de waarnemingen niet konden blijven duren en vroeg Nepal op dat vlak minder beroep te doen op UNMIN. De secretaris-generaal beval ook aan de missie geleidelijk aan af te bouwen en onder meer wapenwaarnemers terug te trekken.

## Verwante resoluties
- Resolutie 1796 Veiligheidsraad Verenigde Naties (2008)
- Resolutie 1825 Veiligheidsraad Verenigde Naties (2008)
- Resolutie 1879 Veiligheidsraad Verenigde Naties
- Resolutie 1909 Veiligheidsraad Verenigde Naties (2010)

Lijst ·  1860 ·  1861 ·  1862 ·  1863 ·  1864 ·  1865 ·  1866 ·  1867 ·  1868 ·  1869 ·  1870 ·  1871 ·  1872 ·  1873 ·  1874 ·  1875 ·  1876 ·  1877 ·  1878 ·  1879 ·  1880 ·  1881 ·  1882 ·  1883 ·  1884 ·  1885 ·  1886 ·  1887 ·  1888 ·  1889 ·  1890 ·  1891 ·  1892 ·  1893 ·  1894 ·  1895 ·  1896 ·  1897 ·  1898 ·  1899 ·  1900 ·  1901 ·  1902 ·  1903 ·  1904 ·  1905 ·  1906 ·  1907